# 신은철 (권투 선수)
신은철(1973년 12월 16일~)은 대한민국의 권투 선수로, 1997년 세계 아마추어 복싱 선수권 대회에서 동메달을 획득했다.